# Holguín
Holguín (uttalas [olˈɣin]) är huvudstad i provinsen Holguín i Kuba. Staden hade 287 881 invånare år 2012.

## Kända personer från Holguín
- Mario Kindelán, boxare
- Aroldis Chapman, basebollspelare